# Пуревжавин Онорбат
Пуревжавин Онорбат (монг. Пүрэвжавын Өнөрбат; нар. 15 лютого 1988, Мурен, аймак Хувсгел) — монгольський борець вільного стилю, срібний призер чемпіонату світу, дворазовий срібний та триразовий бронзовий призер чемпіонатів Азії, учасник двох Олімпійських ігор.

## Біографія
Боротьбою почав займатися з 2000 року. Тренер — Баярсайхан Ценд. У 2005 році став чемпіоном Азії серед кадетів. У 2006 — завоював бронзову нагороду континентальної першості серед юніорів, а у 2007, на цих же змаганнях піднявся сходинкою вище.
Найуспішнішого виступу на міжнародних змаганнях досяг у 2015 році, коли завоював срібну нагороду на чемпіонаті світу в Лас-Вегасі, лише у фіналі поступившись господарю цих змагань олімпійському чемпіону і триразовому чемпіону світу Джордану Берроузу. Двічі також зупинявся у кроці від чемпіонства на чемпіонатах Азії — у 2008 поступився у фіналі Ян Чун Сону з Північної Кореї, а через шість років, у 2014-му — Резі Афзалі з Ірану.

## Спортивні результати на міжнародних змаганнях

### Виступи на Олімпіадах
| Змагання                    | Збірна   | Вагова категорія          | Місце |
| --------------------------- | -------- | ------------------------- | ----- |
| Літні Олімпійські ігри 2012 | Монголія | вільна боротьба, до 74 кг | 12    |
| Літні Олімпійські ігри 2016 | Монголія | вільна боротьба, до 74 кг | 15    |

### Виступи на Чемпіонатах світу
| Змагання                        | Збірна   | Вагова категорія          | Місце  |
| ------------------------------- | -------- | ------------------------- | ------ |
| Чемпіонат світу з боротьби 2009 | Монголія | вільна боротьба, до 66 кг | 10     |
| Чемпіонат світу з боротьби 2011 | Монголія | вільна боротьба, до 74 кг | 32     |
| Чемпіонат світу з боротьби 2014 | Монголія | вільна боротьба, до 74 кг | 17     |
| Чемпіонат світу з боротьби 2015 | Монголія | вільна боротьба, до 74 кг | Срібло |
| Чемпіонат світу з боротьби 2018 | Монголія | вільна боротьба, до 79 кг | 7      |

### Виступи на Чемпіонатах Азії
| Змагання                       | Збірна   | Вагова категорія          | Місце  |
| ------------------------------ | -------- | ------------------------- | ------ |
| Чемпіонат Азії з боротьби 2008 | Монголія | вільна боротьба, до 66 кг | Срібло |
| Чемпіонат Азії з боротьби 2009 | Монголія | вільна боротьба, до 66 кг | 10     |
| Чемпіонат Азії з боротьби 2010 | Монголія | вільна боротьба, до 66 кг | Бронза |
| Чемпіонат Азії з боротьби 2011 | Монголія | вільна боротьба, до 74 кг | Бронза |
| Чемпіонат Азії з боротьби 2014 | Монголія | вільна боротьба, до 74 кг | Срібло |
| Чемпіонат Азії з боротьби 2017 | Монголія | вільна боротьба, до 86 кг | Бронза |

### Виступи на Азійських іграх
| Змагання           | Збірна   | Вагова категорія          | Місце |
| ------------------ | -------- | ------------------------- | ----- |
| Азійські ігри 2010 | Монголія | вільна боротьба, до 66 кг | 7     |

### Виступи на Кубках світу
| Змагання                    | Збірна   | Вагова категорія          | Місце |
| --------------------------- | -------- | ------------------------- | ----- |
| Кубок світу з боротьби 2014 | Монголія | вільна боротьба, до 74 кг | 5     |
| Кубок світу з боротьби 2015 | Монголія | вільна боротьба, до 74 кг | 6     |
| Кубок світу з боротьби 2016 | Монголія | вільна боротьба, до 74 кг | 6     |
| Кубок світу з боротьби 2017 | Монголія | вільна боротьба, до 86 кг | 6     |
| Кубок світу з боротьби 2019 | Монголія | команда                   | 6     |

### Виступи на інших змаганнях
| Змагання                                                      | Збірна   | Вагова категорія          | Місце  |
| ------------------------------------------------------------- | -------- | ------------------------- | ------ |
| Золотий Гран-прі з боротьби 2009                              | Монголія | вільна боротьба, до 66 кг | 16     |
| Золотий Гран-прі з боротьби 2011 (Красноярськ)                | Монголія | вільна боротьба, до 66 кг | 5      |
| Кубок Тахті 2011                                              | Монголія | вільна боротьба, до 66 кг | 5      |
| Відкритий кубок Монголії з боротьби 2012                      | Монголія | вільна боротьба, до 74 кг | Бронза |
| Київський Міжнародний турнір з боротьби 2012                  | Монголія | вільна боротьба, до 74 кг | 30     |
| Кубок Президента Бурятської Республіки з боротьби 2012        | Монголія | вільна боротьба, до 74 кг | 9      |
| Олімпійський кваліфікаційний турнір з боротьби 2012 (Тайюань) | Монголія | вільна боротьба, до 74 кг | Золото |
| Турнір Дмитра Коркіна 2012                                    | Монголія | вільна боротьба, до 74 кг | Бронза |
| Турнір Яшара Догу 2013                                        | Монголія | вільна боротьба, до 74 кг | Бронза |
| Турнір Дана Колова — Николи Петрова 2013                      | Монголія | вільна боротьба, до 74 кг | 14     |
| Відкритий кубок Монголії з боротьби 2013                      | Монголія | вільна боротьба, до 74 кг | Бронза |
| Меморіал Вацлава Циолковського 2013                           | Монголія | вільна боротьба, до 74 кг | 17     |
| Турнір Дмитра Коркіна 2013                                    | Монголія | вільна боротьба, до 74 кг | Бронза |
| Золотий Гран-прі з боротьби 2014 (Париж)                      | Монголія | вільна боротьба, до 74 кг | Срібло |
| Турнір Яшара Догу 2014                                        | Монголія | вільна боротьба, до 74 кг | 14     |
| Міжнародний турнір Дінмухамеда Кунаєва 2014                   | Монголія | вільна боротьба, до 74 кг | Бронза |
| Турнір шахтарської слави з боротьби 2014                      | Монголія | вільна боротьба, до 74 кг | Срібло |
| Турнір Дмитра Коркіна 2014                                    | Монголія | вільна боротьба, до 74 кг | Бронза |
| Гран-прі «Іван Яригін» 2015                                   | Монголія | вільна боротьба, до 74 кг | 10     |
| Кубок Президента Бурятської Республіки з боротьби 2015        | Монголія | вільна боротьба, до 74 кг | Срібло |
| Кубок Президента Казахстану з боротьби 2015                   | Монголія | вільна боротьба, до 74 кг | Срібло |
| Pro Wrestling League 2015                                     | Монголія | команда                   | 6      |
| Турнір Дана Колова — Николи Петрова 2016                      | Монголія | вільна боротьба, до 86 кг | 10     |
| Турнір Яшара Догу 2016                                        | Монголія | вільна боротьба, до 86 кг | Бронза |
| Гран-прі Іспанії з боротьби 2016                              | Монголія | вільна боротьба, до 74 кг | Бронза |
| Гран-прі «Іван Яригін» 2017                                   | Монголія | вільна боротьба, до 86 кг | 18     |
| Відкритий кубок Монголії з боротьби 2017                      | Монголія | вільна боротьба, до 86 кг | Золото |
| Гран-прі «Іван Яригін» 2018                                   | Монголія | вільна боротьба, до 86 кг | 7      |
| Кубок Президента Бурятської Республіки з боротьби 2018        | Монголія | вільна боротьба, до 86 кг | Срібло |
| Відкритий кубок Монголії з боротьби 2018                      | Монголія | вільна боротьба, до 79 кг | Золото |
| Турнір Дмитра Коркіна 2018                                    | Монголія | вільна боротьба, до 79 кг | Бронза |
| Гран-прі «Іван Яригін» 2019                                   | Монголія | вільна боротьба, до 79 кг | 5      |
| Відкритий кубок Монголії з боротьби 2019                      | Монголія | вільна боротьба, до 79 кг | Бронза |

### Виступи на змаганнях молодших вікових груп
| Змагання                                      | Збірна   | Вагова категорія          | Місце  |
| --------------------------------------------- | -------- | ------------------------- | ------ |
| Чемпіонат Азії з боротьби серед кадетів 2005  | Монголія | вільна боротьба, до 58 кг | Золото |
| Чемпіонат Азії з боротьби серед юніорів 2006  | Монголія | вільна боротьба, до 60 кг | Бронза |
| Чемпіонат Азії з боротьби серед юніорів 2007  | Монголія | вільна боротьба, до 66 кг | Срібло |
| Чемпіонат світу з боротьби серед юніорів 2007 | Монголія | вільна боротьба, до 66 кг | 13     |
| Чемпіонат Азії з боротьби серед юніорів 2008  | Монголія | вільна боротьба, до 66 кг | Бронза |
| Чемпіонат світу з боротьби серед юніорів 2008 | Монголія | вільна боротьба, до 66 кг | Бронза |